# Kobzarți, Snihurivka
Kobzarți (în ucraineană Кобзарці) este localitatea de reședință a comunei Kobzarți din raionul Snihurivka, regiunea Mîkolaiiv, Ucraina.

## Demografie
Componența lingvistică a localității Kobzarți
     Ucraineană (92,14%)
     Rusă (3,79%)
     Română (2,78%)
     Alte limbi (0,37%)
Conform recensământului din 2001, majoritatea populației localității Kobzarți era vorbitoare de ucraineană (92,14%), existând în minoritate și vorbitori de rusă (3,79%) și română (2,78%).